# Helena Jarošová
Helena Jarošová (* 30. září 1939 Praha) je česká estetička, historička a socioložka oděvní kultury a módy, publicistka a vysokoškolská pedagožka.

## Život
Studia:
- 1954-1957 Střední průmyslová škola grafická, obor ekonomie knižního obchodu
- 1959-1964 FFUK Praha, obory čeština a estetika (M. Novák, Jaroslav Volek),

Praxe:
- 1964 – 1976 - asistentka na katedře estetiky FF UK v Praze - obor mimoumělecké estetično
- 1968    PhDr. - obhajoba rigorózní práce a zkouška z estetiky a sociologie na FF UK
- 1976 – 1989 - publicistika a kurátorství – design, móda, estetika formou svobodného povolání, spolupořádala oděvní přehlídky na Bertramce
- 1990 – opět na katedře estetiky FF UK v Praze, přednášela mimoumělecké estetično, v posledních              letech nevyučuje; vede bakalářské a dizertační práce
- 1993 – 2022 externí přednášky z dějin a teorie módy především na Vysoké škole uměleckoprůmyslové v Praze a také na JAMU (2000- 2005), FAVU (2002-2005), FAMU (2004-2006)
- 2016 - Ph.D., 27.X. na katedře estetiky FF UK v Praze obhájila dizertační práci Estetika jako životní forma
- 2020 Doc., 6. 11.  na Vysoké škole uměleckoprůmyslové v Praze obhájila habilitační práci na téma Oděv. Móda. Tvorba., přednesla přednášku Silueta a módní figura, jmenována docentkou pro obor: Teorie a dějiny moderního a současného umění

## Publikace (výběr)
- Móda plus. Merkur Praha 1989, 1990.
- Počátky oděvního návrhářství a módní kresby, in: Uchalová, Eva (ed.), Česká móda 1918-1939, Olympia a UPM, Praha 1996.
- Současná česká móda (spoluautorka Ludmila Kybalová), Allcore, Praha 2002.
- A Radical Concept of Physical Appearance, in: Fashion is a message: Milan Knížák 1960-1988, Šmíra-Print, Ostrava 2014.
- Filozofie těla. Klíč k hlubšímu chápání vztahu těla a šatu. 1. vydání VŠUP, Praha 2013; 2. vydání VŠUP, Praha 2017, ISBN 978-80-86863-63-4.
- Oděv, móda, tvorba. UMPRUM, Praha 2020.